# Mosjøen
Mosjøen észak-norvégiai település, 13 500 lakosával Nordland megye nagy településeihez tartozik, Vefsn önkormányzat központja.

## Földrajz
A város két hegyvonulat közötti völgyben fekszik, a Vefsnfjords közvetlen közelében.
| Hónap                         | Jan. | Feb.  | Már. | Ápr. | Máj. | Jún. | Júl. | Aug. | Szep. | Okt. | Nov. | Dec.  | Év   |
| ----------------------------- | ---- | ----- | ---- | ---- | ---- | ---- | ---- | ---- | ----- | ---- | ---- | ----- | ---- |
| Átlagos max. hőmérséklet (°C) | −5,0 | −4,0  | 0,0  | 5,0  | 10,0 | 13,0 | 18,0 | 17,0 | 12,0  | 7,0  | −3,0 | −6,0  | 5,4  |
| Átlaghőmérséklet (°C)         | −5,7 | −4,5  | −1,6 | 2,4  | 7,6  | 11,6 | 13,4 | 12,8 | 8,6   | 4,6  | −1,4 | −4,2  | 3,7  |
| Átlagos min. hőmérséklet (°C) | −9,0 | −10,0 | −8,0 | 0,0  | 4,0  | 7,0  | 12,0 | 10,0 | 5,0   | 2,0  | −7,0 | −10,0 | −0,3 |
| Átl. csapadékmennyiség (mm)   | 186  | 135   | 150  | 99   | 79   | 80   | 100  | 116  | 191   | 230  | 181  | 198   | 1745 |
| Forrás: www.storm.no          |      |       |      |      |      |      |      |      |       |      |      |       |      |

## Gazdaság
Mosjøenben található az Alcoa egyik legnagyobb alumíniumgyára. Az üzem modern, zárt komplexuma azonban sem zajt, sem egyéb szennyeződést nem bocsát ki, nem zavarja a jelentős idegenforgalmat.

## Turizmus
Itt található a Vefsn múzeum és a híres Sjøgata, a világ leghosszabb faházsora. A többségében 1866-ban épült több mint száz faépületből álló együttes Észak-Norvégia, a város és a környék egyik látványossága.

## Közlekedés
A településen áthalad az E6-os út, de jól megközelíthető vonattal és repülővel is, hisz van saját repülőtere.